# Komodovaran
Komodovaran (Varanus komodoensis) är en art i ödlefamiljen varaner. Den finns på ön Komodo och några andra angränsande öar i Indonesien. Arten är världens största nu levande ödla med en normallängd på 2–3 meter och en vikt på omkring 70 kg. Dess storlek beror bland annat på långsam ämnesomsättning och på att arten lever på en isolerad ö där det saknas köttätande däggdjur som konkurrerar om samma ekologiska nisch. Komodovaranen är alltså en toppkonsument och dominerar följaktligen det ekosystem som den lever i. Även om komodovaraner vanligtvis är asätare är det också mycket vanligt att de jagar och anfaller andra byten, som ryggradslösa djur, fåglar och däggdjur.
Parningen äger rum från maj till augusti och äggen läggs i september. De cirka tjugo äggen läggs i bon som byggts av storfothöns (Megapodiidae) och som sedan övergivits. Äggen ruvas i sju till åtta månader och kläcks i april, då tillgången till insekter är som störst. Unga komodovaraner är sårbara och vistas därför uppe i träden, på säkert avstånd från rovdjur och de vuxna komodovaranerna, som utövar kannibalism. Det tar tre till fem år för ungarna att bli fullvuxna och de kan bli upp till 50 år gamla. Komodovaranen kan utföra partenogenes (jungfrufödsel), vilket betyder att fullt livsdugliga ägg läggs utan att först blivit befruktade.
Komodovaranen upptäcktes av forskare från västvärlden först år 1910. Ödlornas storlek och rykte gjorde dem tidigt till populära zoodjur. I vilt tillstånd har deras utbredning minskat på grund av mänsklig inverkan på deras levnadsmiljö, och de listas idag som sårbara av IUCN. De är skyddade under indonesisk lag, och en nationalpark, Komodo nationalpark, grundades för att gynna skyddsåtgärder.
För urbefolkningen på Komodo är komodovaranen känd som ora, buaja durat ('landkrokodil') eller biawak raksasa ('stor väktare').

## Evolution
Komodovaranens utvecklingslinje härstammar ur släktet Varanus som hade sitt ursprung i Asien för cirka 40 miljoner år sedan och som senare koloniserade Australien. För cirka 15 miljoner år sedan skedde en kollision mellan Australien och Sydostasien, på grund av tektonisk aktivitet, vilket resulterade i att varanerna koloniserade vad som idag är den indonesiska övärlden och sedermera utökade sitt utbredningsområde så långt österut som till ön Timor. Komodovaranen antas ha skiljt ur sig evolutionärt från sina australiensiska förfäder för cirka 4 miljoner år sedan. Den dramatiska sänkningen av havsvattennivån under den senaste istiden, för cirka 20.000 år sedan, ledde till att stora områden torrlades. Dessa områden koloniserades av komodovaranen och när sedan vattennivån återigen steg isolerades den på de öar där arten idag förekommer.

## Beskrivning

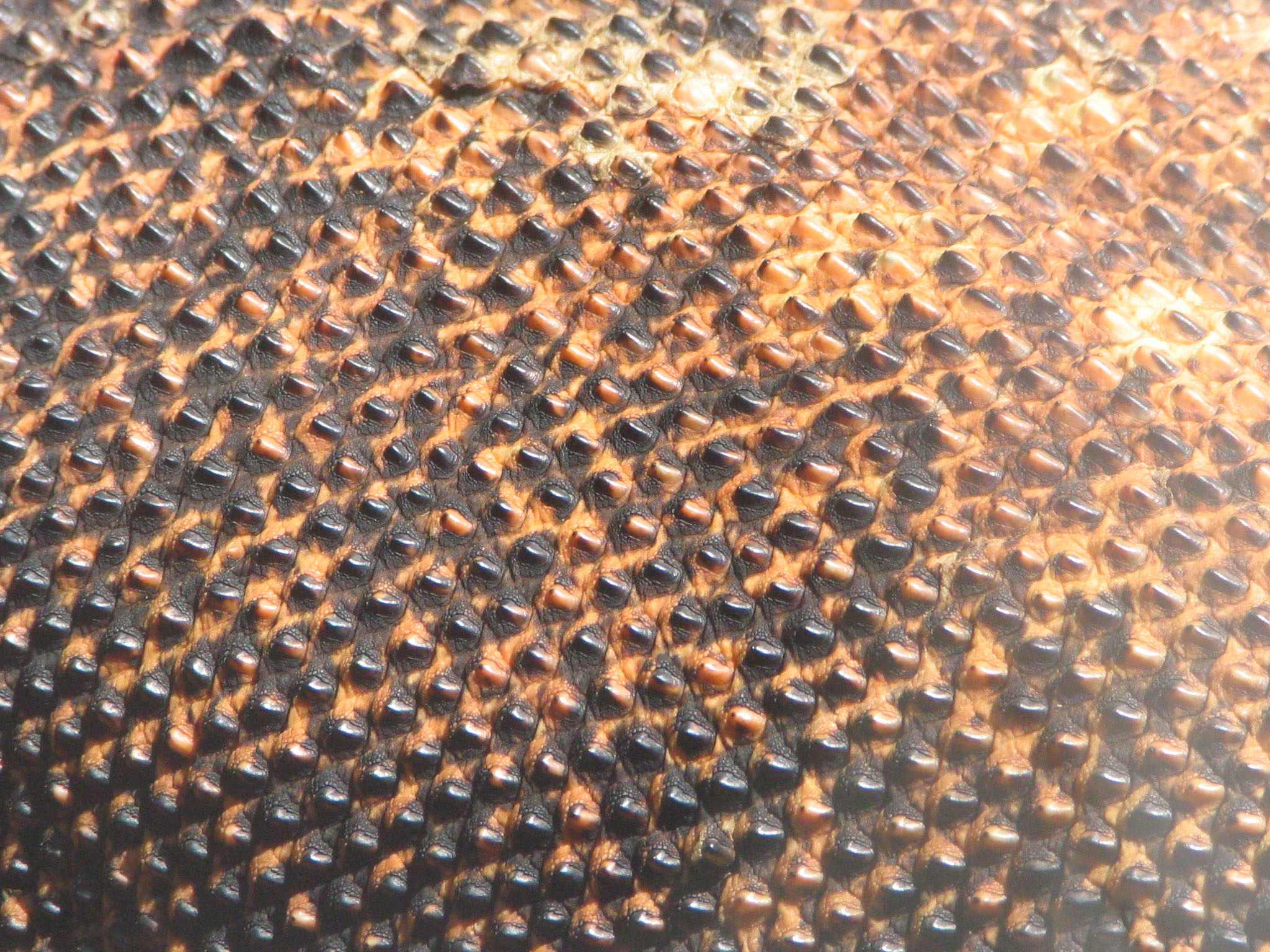
Närbild på komodovaranens skinn.

I vilt tillstånd väger en fullvuxen komodovaran runt 70 kilo, men i fångenskap väger de något mer. Det största bekräftade exemplaret var 3,13 meter långt och vägde 166 kilo, osmält mat inräknad. Komodovaranen har en svans som är lika lång som dess kropp och den har ett 60-tal sågtandade tänder som ofta lossnar och växer ut på nytt och som kan bli upp till 2,5 centimeter långa. Dess saliv är ofta blodblandad eftersom tänderna nästan är helt täckta av tandkött som naturligt slits sönder då varanen äter. Detta skapar en idealisk levnadsmiljö för de smittofarliga bakterier som lever i dess mun. Komodovaranen har dessutom en lång, gul, djupt kluven tunga.

### Sinnen
Komodovaranen har inte något väl utvecklat hörselsinne och trots dess synliga öronhål kan den endast höra ljud på mellan 400 och 2 000 hertz. Detta låga ljudomfång gjorde att man tidigare trodde att komodovaranen var helt döv då studier visat att varanen i vilt tillstånd inte reagerade på viskningar, höjda röster eller rop. Detta kom emellertid att ifrågasättas när djurskötaren Joan Proctor vid London Zoo lyckades träna en infångad individ att komma ut och äta då hon ropade, trots att komodovaranen inte såg henne.
Komodovaranen kan se så långt som 300 meter, men eftersom dess näthinna endast består av tappar så har den dåligt mörkerseende. Den kan urskilja färger, men har en dålig förmåga att se stillastående objekt.

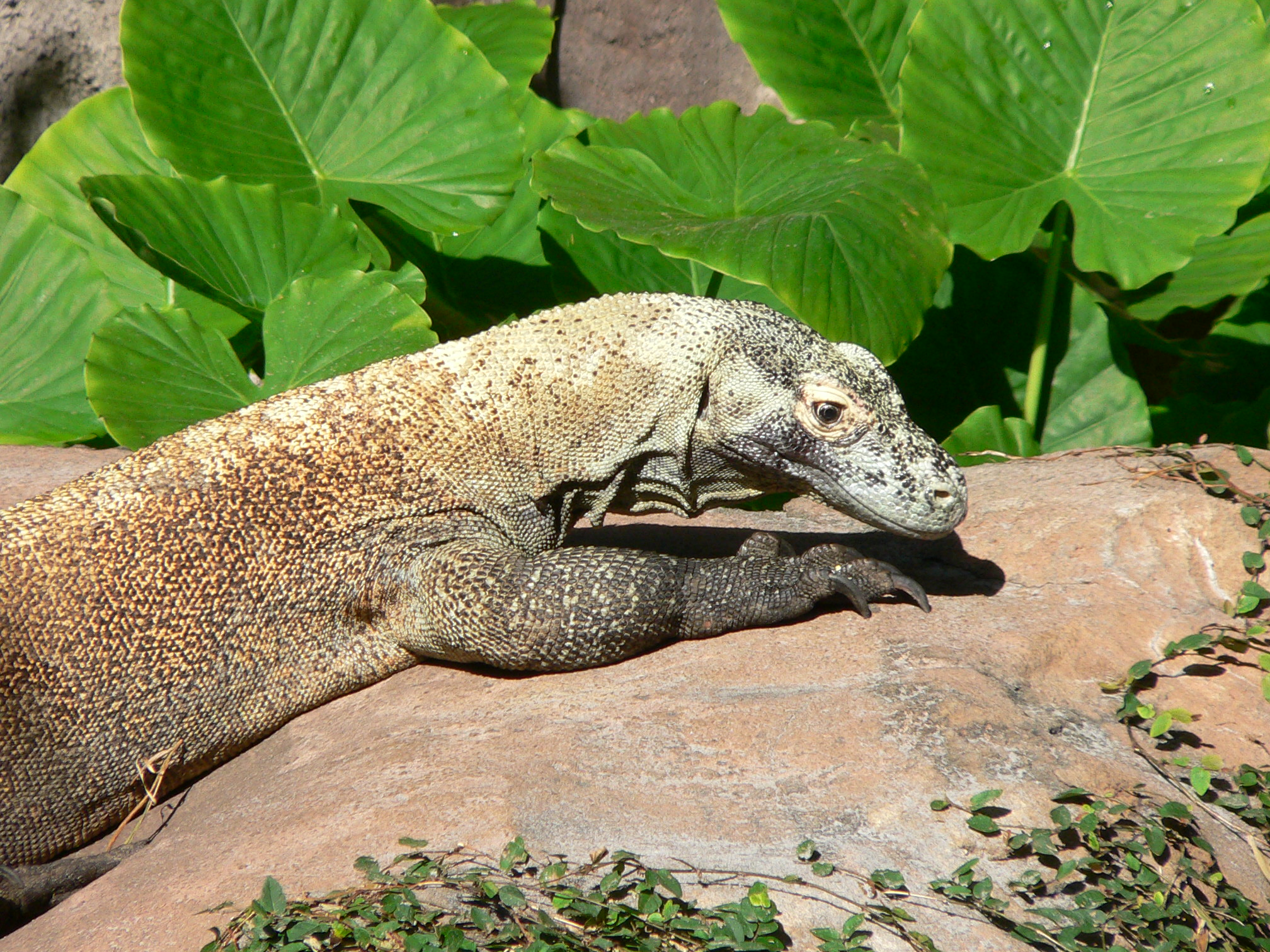
En komodovaran gassar sig i solen i Disney's Animal Kingdom.

Likt många andra reptiler använder komodovaranen sin tunga för att upptäcka smak- och luktstimuli med hjälp av det vomeronasala organet, ett sinne som underlättar navigering i mörker. Vid bra vindförhållanden kan komodovaranen, som svänger sitt huvud från sida till sida då den går, upptäcka kadaver på 4–9,5 kilometers avstånd. Dess näsborrar används inte för att känna lukt i någon större utsträckning då arten saknar diafragma, vilket är en förutsättning för att kunna dra in luft via dessa luftvägar. Den har endast ett fåtal smaklökar i bakre delen av strupen.
Komodovaranens fjäll, av vilka en del förstärks av ben, har känselplattor kopplade till nervsystemet vilket underlättar möjligheten till känsel. Fjällen runt öron, läppar, haka och fotsulor kan ha tre eller fler sådana sensoriska plattor var.

## Ekologi

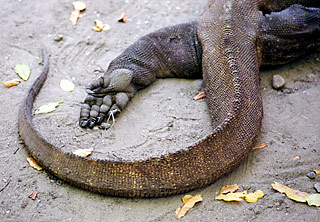
Närbild på en komodovarans fot och svans.

Komodovaranen föredrar varma och torra biotoper och lever vanligtvis i torra öppna gräsmarker och savanner på lägre höjder. Eftersom varanen är ektoterm – med andra ord regleras dess kroppstemperatur endast av yttre faktorer som exempelvis solen – är den mest aktiv på dagtid, även om den påvisat vissa nattliga aktiviteter. Komodovaraner lever huvudsakligen ensamma och går ihop endast för att para sig och äta. De kan under kortare perioder springa i hastigheter upp emot 20 km/h, dyka ned till 4,5 meters djup och klättra i träd då de är unga med hjälp av sina starka klor. För att fånga byten som befinner sig högt upp kan komodovaranen stå på sina bakben, med svansen som stöd. I takt med att komodovaranen växer används klorna mer som vapen och mindre för att klättra, eftersom dess stora storlek gör det opraktiskt att befinna sig uppe i träden.
Som skydd för exempelvis nattkylan gräver komodovaranen 1–3 meter breda hålor i marken med hjälp av sina kraftiga framfötter och klor. Tack vare sin storlek och vanan att sova i dessa bon kan komodovaranen bevara kroppsvärme under natten, något som minimerar tiden det tar att värma upp sig morgonen därpå. Komodovaranen jagar på eftermiddagen, men stannar i skuggan under de varmaste delarna av dagen. Dessa speciella viloställen är ofta belägna vid strandkanter med svala havsvindar; dessa märks sedan upp med spillning och rensas från vegetation. De tjänar även som en strategisk plats att anfalla hjort.

### Föda

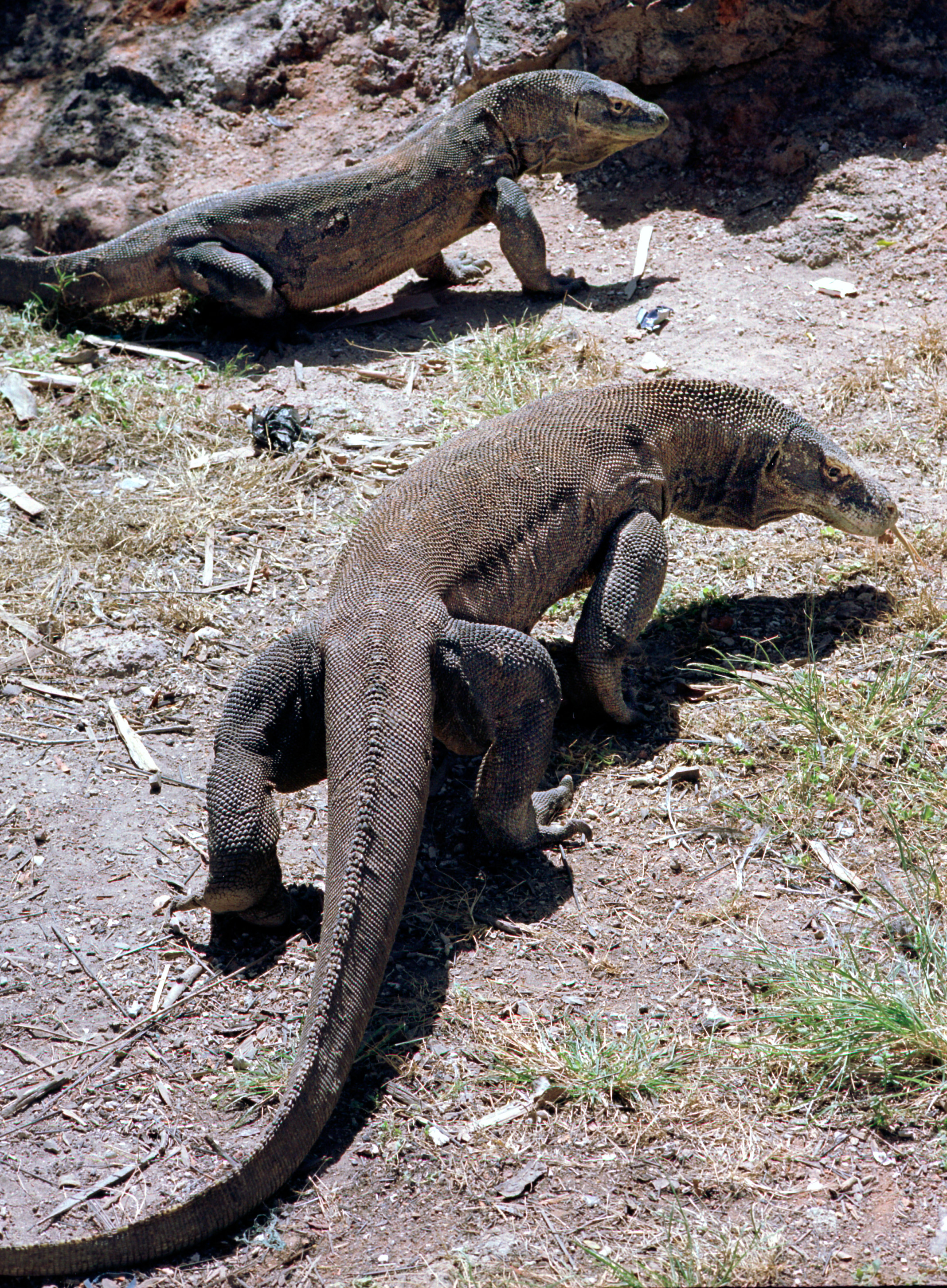
Komodovaraner på Rinca.

Komodovaraner är köttätare och även om de huvudsakligen äter kadaver, så händer det ofta att de anfaller levande bytesdjur genom bakhåll. Då ett lämpligt byte närmar sig varanens bakhållsplats anfaller den djuret genom att snabbt attackera undersidan av dess strupe. Den lyckas hitta sina byten med hjälp av sitt välutvecklade luktsinne, vilket kan upptäcka ett dött eller döende djur på sträckor upp till 9,5 kilometer.
Komodovaranen äter genom att slita loss stora köttstycken och svälja dem hela samtidigt som den håller ned kadavret med frambenen. För mindre byten, upp till en gets storlek, tillåter varanens löst sammanhållna käkar, flexibla skallben och expanderbara mage att bytet sväljs helt. Växtinnehållet som finns i magen och inälvorna på bytesdjuret undviks vanligtvis. De stora mängder röd saliv som komodovaranen producerar hjälper till att smörja maten men sväljprocessen är ändå en väldigt långsam process (15–20 minuter för att svälja en get). Komodovaranen kan försöka snabba på processen genom att trycka kadavret mot ett träd för att på så vis tvinga ned det i halsen, något som ibland kan vara så våldsamt att trädet slits sönder. För att förhindra kvävning under sväljprocessen andas varanen med hjälp av ett litet rör under tungan som är förbundet med lungorna. Efter att ha ätit upp till 80 % av sin kroppsvikt under en måltid, släpar den sig till ett soligt läge för att snabba på matsmältningen eftersom maten kan ruttna och förgifta varanen om den ligger osmält för länge. På grund av deras långsamma metabolism kan stora komodovaraner överleva på så lite som 12 måltider per år. Efter matsmältningen kräks komodovaranen upp en massa av horn, hår och tänder som är täckt med illaluktande slem. Efteråt gnider komodovaranen sitt ansikte mot jord eller buskar för att få bort slemmet, något som antyder att djuret, likt människor, ogillar lukten av sina egna utsöndringar.

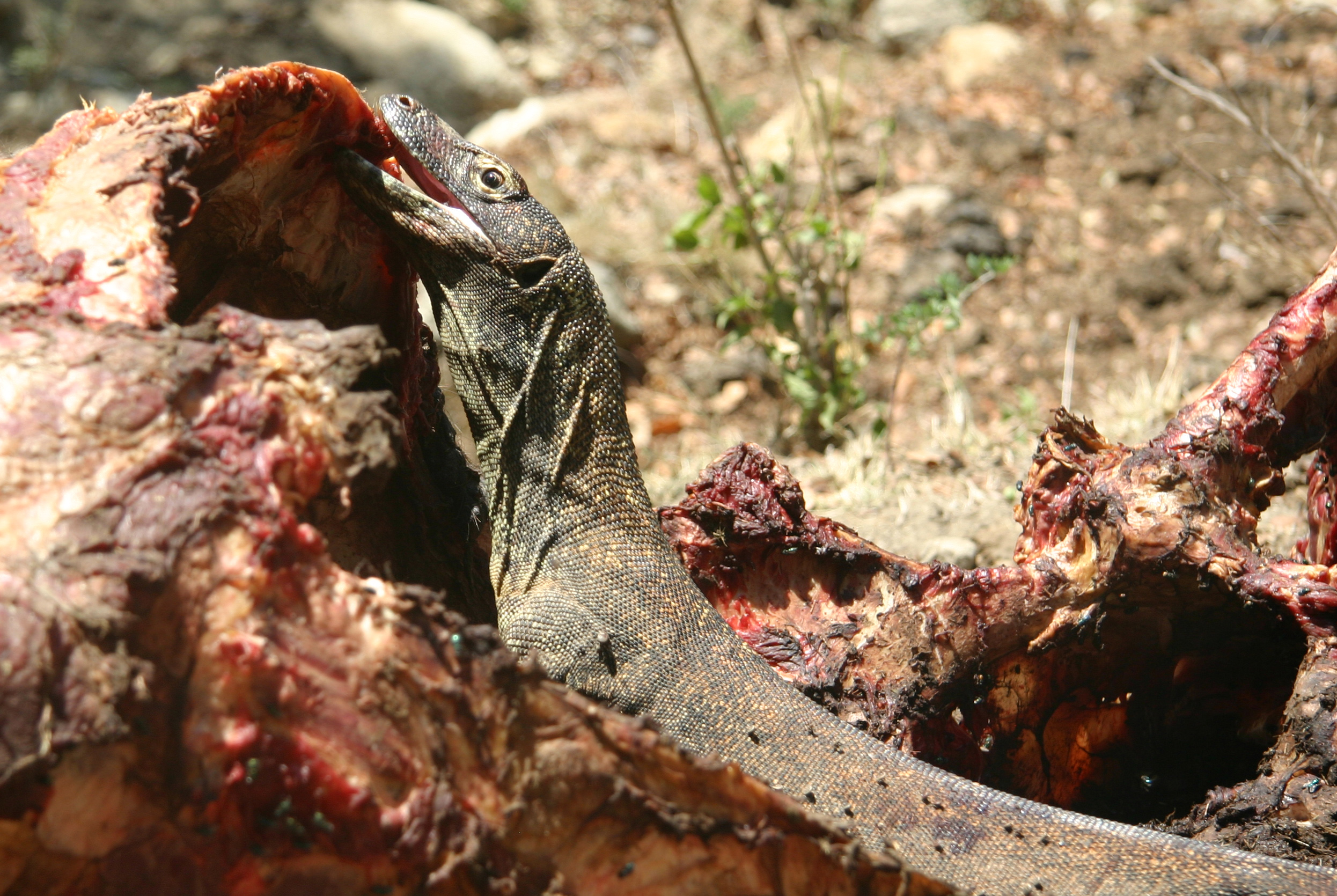
Ung komodovaran fotograferad på Rinca då den äter på ett kadaver av en vattenbuffel.

De största djuren äter vanligtvis först, medan de mindre följer en hierarki. Den största hanen hävdar sin dominans och de mindre hanarna visar sin underkastelse genom kroppsspråk och mullrande väsningar. Varaner av samma storlek kan göra upp genom att "brottas". Förlorarna retirerar vanligtvis, men det händer att de dödas och äts upp av segraren.
Komodovaranens föda är varierande och består av ryggradslösa djur, andra reptiler (däribland mindre komodovaraner), fåglar, fågelägg, smådjur, apor, vildsvin, getter, hjortar, hästar och vattenbufflar. Yngre komodovaraner äter insekter, ägg, geckoödlor och andra mindre djur. Det har hänt att komodovaraner har ätit människor och människokroppar genom att gräva upp kroppar från grunda gravar. Denna vana fick invånarna på Komodo att flytta sina gravar från sandjord till lermark och lägga stenar ovanpå. Enligt evolutionsbiologen Jared Diamond kan komodovaranen även ha livnärt sig på en nu utdöd dvärgelefant av släktet Stegodon som en gång levde på Flores. Komodovaranen har ibland även setts skrämma dräktiga hjortar för att framkalla missfall vars kvarlevor de sedan äter, en teknik som även observerats hos större afrikanska rovdjur.
Eftersom komodovaranen saknar diafragma kan den inte suga upp vatten då den dricker, den kan inte heller lapa vatten med hjälp av tungan. Istället dricker den genom att ta en munfull vatten och sedan luta huvudet bakåt och låta vattnet rinna ned i halsen.

### Gift och bakterier

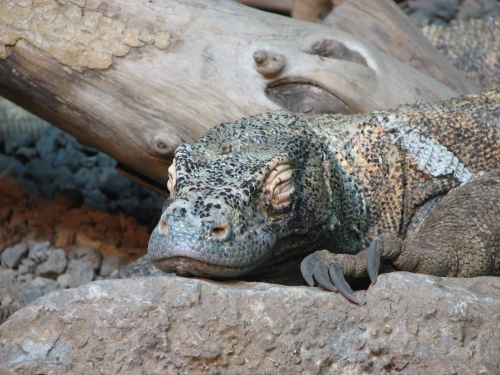
En sovande komodovaran. Lägg märke till de stora böjda klorna som används för att slåss och äta.

I slutet av 2005 drog några forskare vid Melbournes universitet slutsatsen att jättevaranen (Varanus giganteus), andra varanarter och agamer kan vara något giftiga. Tidigare har man trott att bett från dessa ödlor ledde till infektion på grund av bakterierna i ödlornas munnar, men forskarlaget visade att de direkta effekterna orsakades av förgiftning. Bett på mänskliga fingrar av en lacevaran (Varanus varius), en komodovaran, och en individ av arten Varanus scalaris observerades, och alla visade liknande resultat på människor: snabb svullnad inom några minuter, lokal störning av blodkoagulation, skärande smärta upp till armbågen, med vissa symptom som varar i flera timmar.
Senare forskning av Bryan Fry med bl.a. MR-skanning har visat att komodovaranen har 6 giftkörtlar i vardera underkäke. Dessa producerar ett gift som liknar ormgift. 
Komodovaraner har även giftiga bakterier i sin saliv, av vilka över 28 gramnegativa och 29 grampositiva släkten har isolerats. Dessa bakterier orsakar sepsis hos komodovaranens offer, så till vida att om bytesdjuret kommer undan så kommer det vanligtvis ändå duka under inom en vecka som en konsekvens av infektionen. Människor har 9 timmar på sig att komma till sjukhus. Utifrån laboratoriestudier på råttor har man kommit fram till att den farligaste bakterien i komodovaranens saliv är en ytterst dödlig form av Pasteurella multocida. Eftersom komodovaranen tycks vara immun mot sina egna mikrober har mycket forskning utförts i hopp om att finna den antibakteriella molekylen, för att på så vis kunna använda den inom mänsklig medicin.

### Fortplantning
Parning äger rum mellan maj och augusti, och äggen läggs i september. Under den här perioden slåss hanarna över honor och territorier genom att brottas med varandra stående på bakbenen, med förloraren slutligen nedtryckt mot marken. Slagets vinnare kommer sedan vifta med sin långa tunga åt honan för att få information om hennes mottaglighet. Honorna är motsträviga och gör motstånd med sina klor och tänder under de tidigaste stadierna av parningen. Hanen måste därför helt låsa fast honan för att inte skadas. Andra uppvisningar under leken är bland annat att hanen gnider sin haka mot honan, hårda rispningar på ryggen, och slickning. Komodovaraner kan vara monogama och bilda "par", vilket är ett ovanligt beteende hos ödlor.

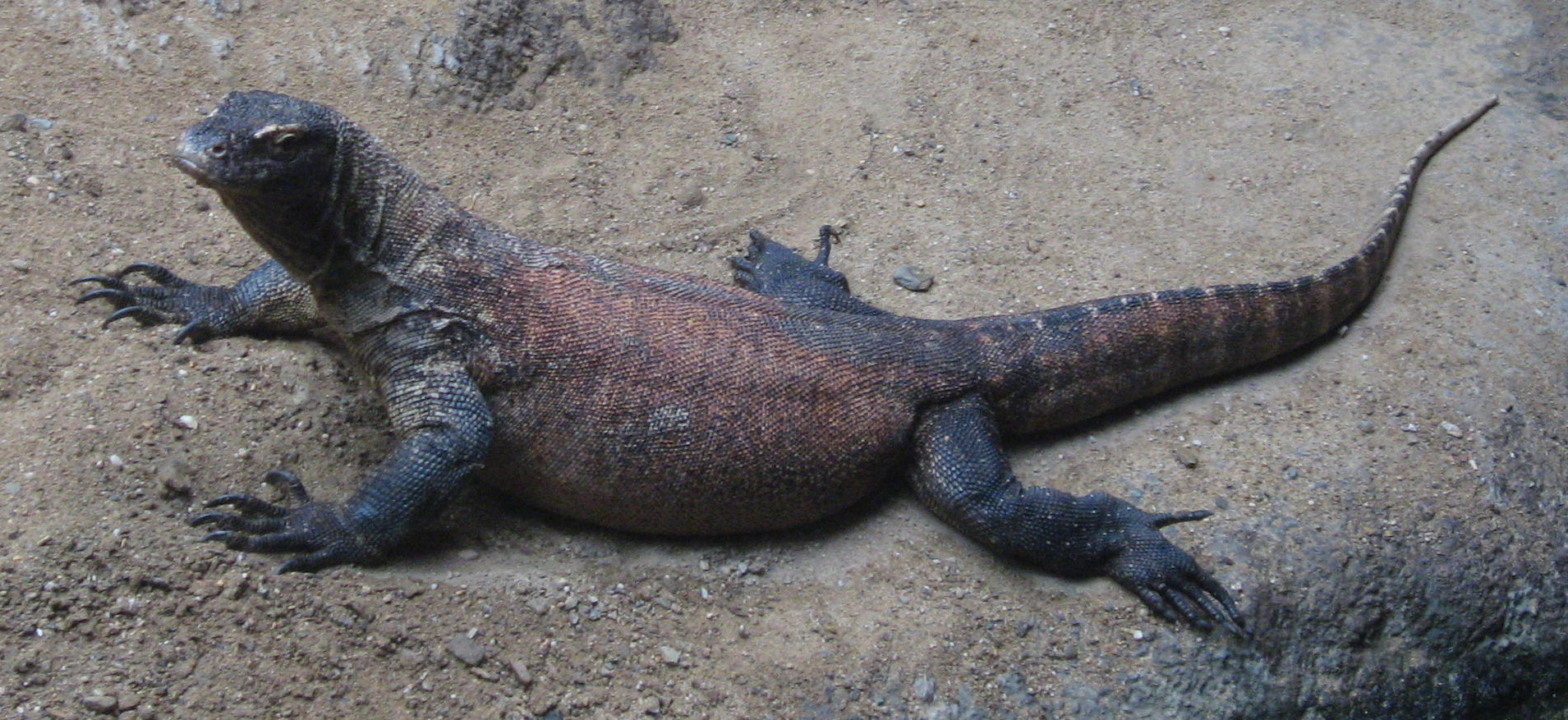
På den här bilden är den långa svansen och klorna fullt synliga.

Honan lägger sina ägg i bon utgrävda i sidan av kullar, eller i övergivna bon av storfothöns, dock föredras de övergivna bona. En kull består av ett tjugotal ägg som ruvas i 7–8 månader. Honan ruvar äggen och skyddar dem tills de kläcks runt april, vid slutet av regnperioden, när tillgången på insekter är som störst. Kläckning är en ansträngande bedrift för ödleungarna, som bryter sig ur äggen med hjälp av en äggtand som senare faller av. Därefter kan de nykläckta ödleungarna ligga kvar i sina skal i flera timmar innan de börjar gräva sig ur boet. De föds tämligen försvarslösa, och många äts av rovdjur innan de når vuxen ålder.
Unga komodovaraner tillbringar en stor del av sin första år i träd, där de är relativt säkra från rovdjur, och även från kannibalistiska vuxna varaner, vars föda består av 10 % ungödlor. Då de unga måste närma sig ett kadaver för mat, rullar de runt i avföring och vilar bland de upprivna kadavrets inälvor för att avskräcka dessa hungriga vuxna. Det tar cirka 3–5 år för komodovaraner att bli fullvuxna, och de kan leva i upp till 30 år.

### Partenogenes
Komodovaranen Sungai vid London Zoo, England, lade en kull med ägg i slutet av 2005 efter att ha varit avskild från hanligt sällskap i över två år. Forskare trodde först att hon hade lyckats lagra spermier från sina tidigare möten med hanar, en anpassning känd som superfertilisation. (Hos till exempel levandefödande tandkarpar kallas detta ofta förrådsbefruktning.)
Den 20 december 2006 rapporterades det att Flora, en komodovaran vid Chester Zoo i England, var den andra kända komodovaranen som lagt obefruktade ägg. Hon lade 11 ägg, av vilka 7 kläcktes, alla hanar. Forskare vid Liverpool University i norra England genomförde genetiska tester på tre av äggen som kollapsade då de flyttades till en inkubator, och bekräftade att Flora inte haft någon fysisk kontakt med en hanvaran. Efter denna upptäckt visade tester att även Sungais ägg blivit till utan utvärtes befruktning.

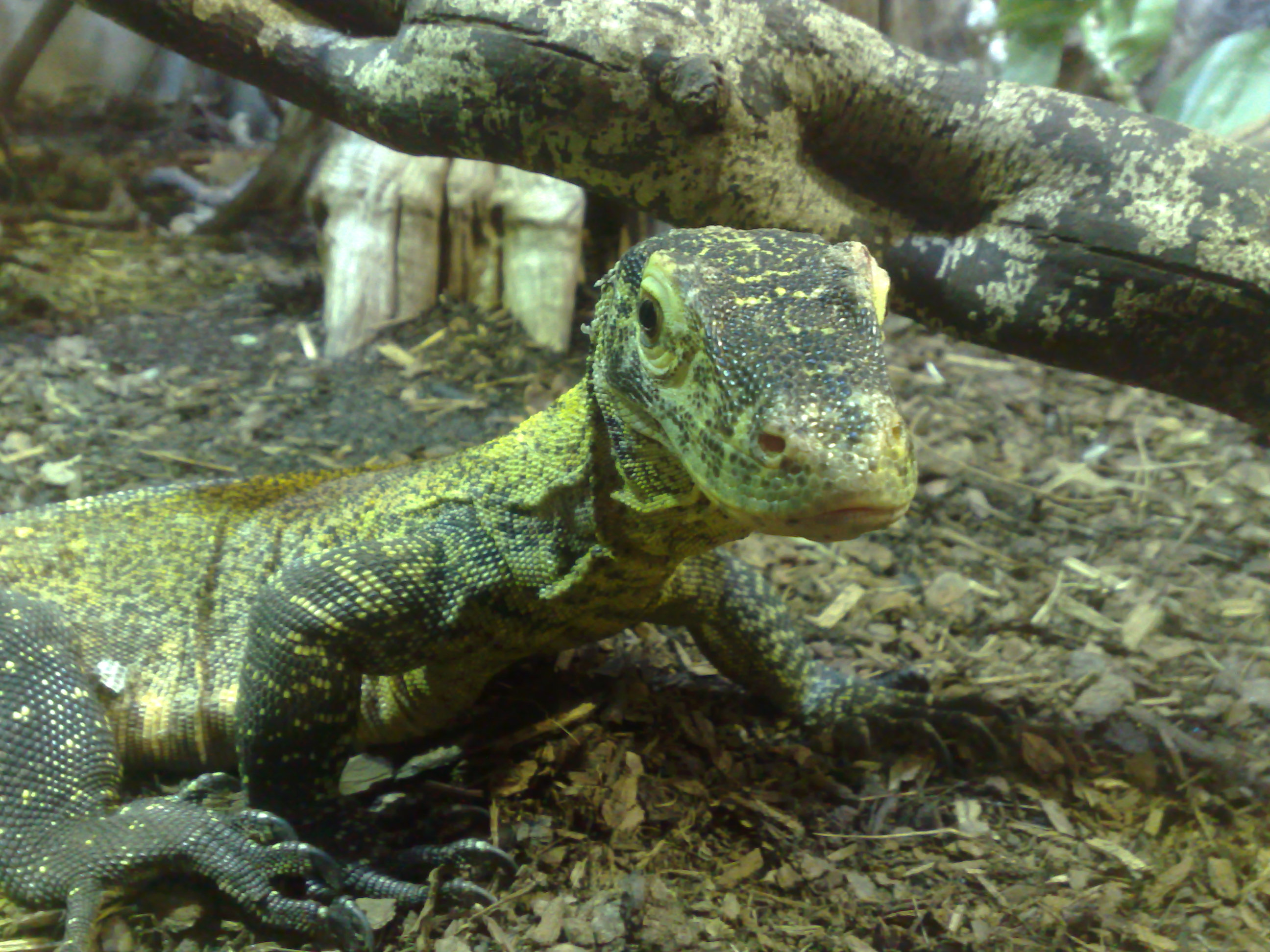
Ung partenogenetisk komodovaran, Chester Zoo, England.

Komodovaraner har ZW-systemet för könskromosomer till skillnad från däggdjurens X- och Y-kromosomsystem. Att Floras avkomma var hane visade att hennes obefruktade ägg var haploida och dubblerade sina kromosomer i ett senare stadium för att bli diploida, och att hon inte lade några diploida ägg, som skulle skett om en av meioserna i hennes äggstockar hade misslyckats, och att ägget inte befruktades av en polkropp. Då en honlig komodovaran (med könskromosmerna ZW) förökar sig på det här sättet, ger hon sin avkomma endast en av kromosomerna från vart och ett av hennes kromosompar, vilket innebär att endast en av två könskromosomer förs vidare. Denna enkla uppsättning av kromosomer dupliceras i ägget, vilket utvecklas partenogenetiskt. De ägg som får en Z-kromosom får uppsättningen ZZ (hanar); de som får en W-kromosom får uppsättningen WW och kan inte utvecklas.
Man har antagit att den här fortplantningsanpassningen tillåter ensamma honor att kolonisera en isolerad ekologisk nisch (som exempelvis en ö) och genom partenogenes få manlig avkomma, vilket skapar en population som kan föröka sig sexuellt (genom reproduktion med sin avkomma som kan resultera i både en hane och hona). Trots fördelarna med en anpassningsförmåga av det här slaget brukar djurparker vara försiktiga vad gäller partenogenes, eftersom det kan begränsa den genetiska mångfalden.
31 januari 2008 blev Sedgwick County Zoo i Wichita, Kansas den första djurparken i Amerika att dokumentera partenogenes hos komodovaraner. Djurparken har två vuxna honvaraner, en av dessa lade cirka 17 ägg mellan 19 och 20 maj 2007. Enbart två ägg ruvades och kläcktes på grund av platsproblem; den första kläcktes  31 januari 2008, medan den andra kläcktes en dag senare, 1 februari. Båda ödleungarna var hanar.

## Historia

### Informationen om komodovaranen når västvärlden

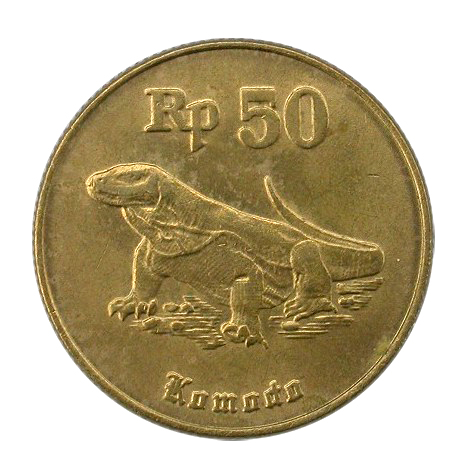
Ett indonesiskt mynt med komodovaranen som motiv.

Komodovaranen upptäcktes av européer först år 1910, då rykten om "landkrokodilen" nådde löjtnant Steyn van Hensbroek i den nederländska kolonialadministrationen. Varanen blev vida känd, och ökänd, 1912 då Peter Ouwens, direktör för Bogors zoologiska museum på Java, publicerade en artikel i ämnet efter att ha mottagit en bild på varanödlans skinn från van Hensbroek, samt även två andra exemplar från en samlare. Komodovaranen var en viktig orsak för expeditionen till ön Komodo, ledd av W. Douglas Burden 1926 som efter återkomsten med tolv uppstoppade exemplar och två levande individer kom att bli en viktig inspirationskälla till filmen King Kong från 1933. Burden var även den som myntade benämningen "Komodo dragon" (sv:'Komododrake'), som är artens engelska trivialnamn. Tre av hans komodovaraner stoppades upp och visas fortfarande upp på American Museum of Natural History.

### Studier
Nederländarna insåg att antalet individer som fanns kvar i vilt tillstånd var relativt litet, och förbjöd därför sportjakt och begränsade kraftigt antalet individer som fick användas för vetenskapliga studier. Insamlingsexpeditioner stannade upp i och med andra världskriget och återupptogs inte förrän 1950- och 1960-talet, då komodovaranens ätvanor, fortplantning, och kroppstemperatur undersöktes. Det beslutades att en långsiktig studie av komodovaranen behövde utföras. Denna uppgift gavs till familjen Auffenberg, som bodde på Komodo i 11 månader 1969. Under den tiden fångade och märkte Walter Auffenberg och hans assistent Putra Sastrawan mer än 50 individer. Forskningsresultaten från Auffenbergsexpeditionen kom att vara av avgörande betydelse för uppfödningen av komodovaraner i fångenskap. I Auffenbergsexpeditionens spår har biologer som exempelvis Claudio Ciofis fortsatta studier på djuret ytterligare belyst komodovaranens natur och vanor.

## Komodovaranen och människan

### Status

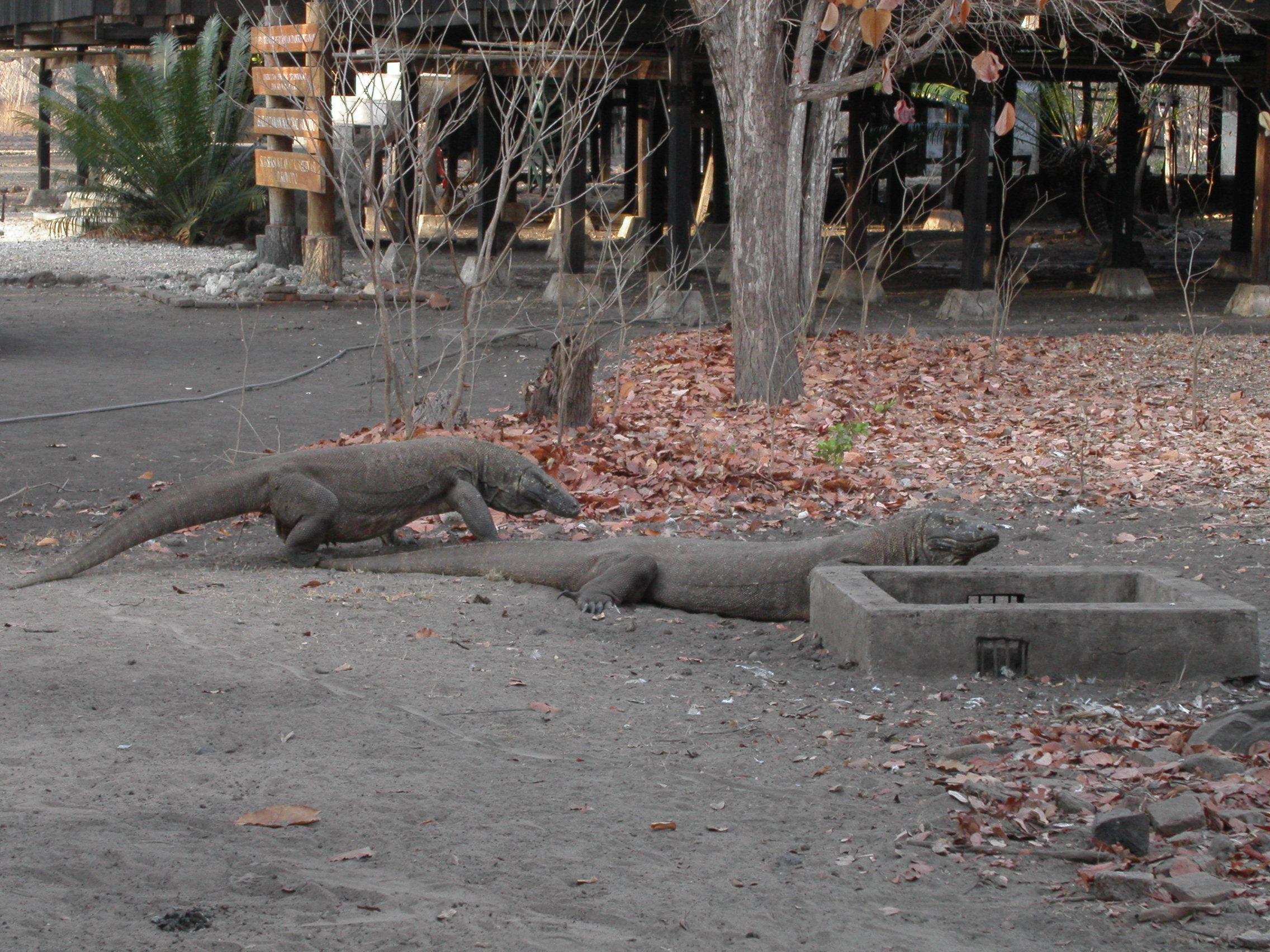
Två komodovaraner på Komodo.

Komodovaranen är en starkt hotad art listad på IUCN:s rödlista. Det finns cirka 4 000–5 000 individer i vilt tillstånd och deras populationer är begränsade till öarna Gili Motang (100 individer), Gili Dasami (100 individer), Rinca (1 300 individer), Komodo (1 700 individer) och Flores (cirka 2 000 individer). Ett stort problem för populationen utgörs av att man uppskattar att det endast finns runt 350 fruktbara honor. För att motverka detta hot på populationen grundades Komodo nationalpark 1980 för att skydda komodovaraner på öar som exempelvis Komodo, Rinca, och Padar. Senare skapades även reservaten Wae Wuul och Wolo Tado på Flores för att bidra till skyddandet av komodovaranen. Det finns tecken på att komodovaranerna blir allt mer vana vid mänsklig närvaro, till stor del beroende på att djuren matas med kadaver på ett flertal matstationer som turistattraktion.
Vulkanisk aktivitet, jordbävningar, förlorade bon, eldsvådor (populationen på Padar utplånades nästan helt på grund av en skogsbrand), brist på byte, turism och tjuvjakt har alla bidragit till komodovaranens utsatta situation. Under Appendix I i CITES (Convention on International Trade in Endangered Species), förbjuds all kommersiell handel med hud eller individer av arten.

### Anfall mot människor
Även om anfall är oerhört ovanliga, har komodovaraner vid ett fåtal tillfällen dödat människor. Den 4 juni 2007 attackerade en komodovaran en 8-årig pojke på Komodo. Han dog senare av massiv blödning från sina sår. Det var den första kända attacken med dödlig utgång på 33 år.

### I fångenskap

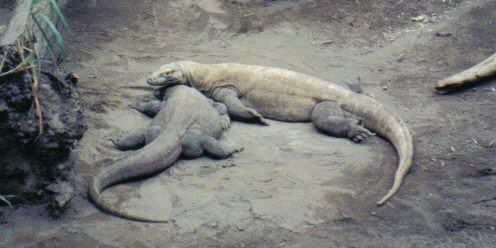
Komodovaraner på Toronto Zoo.

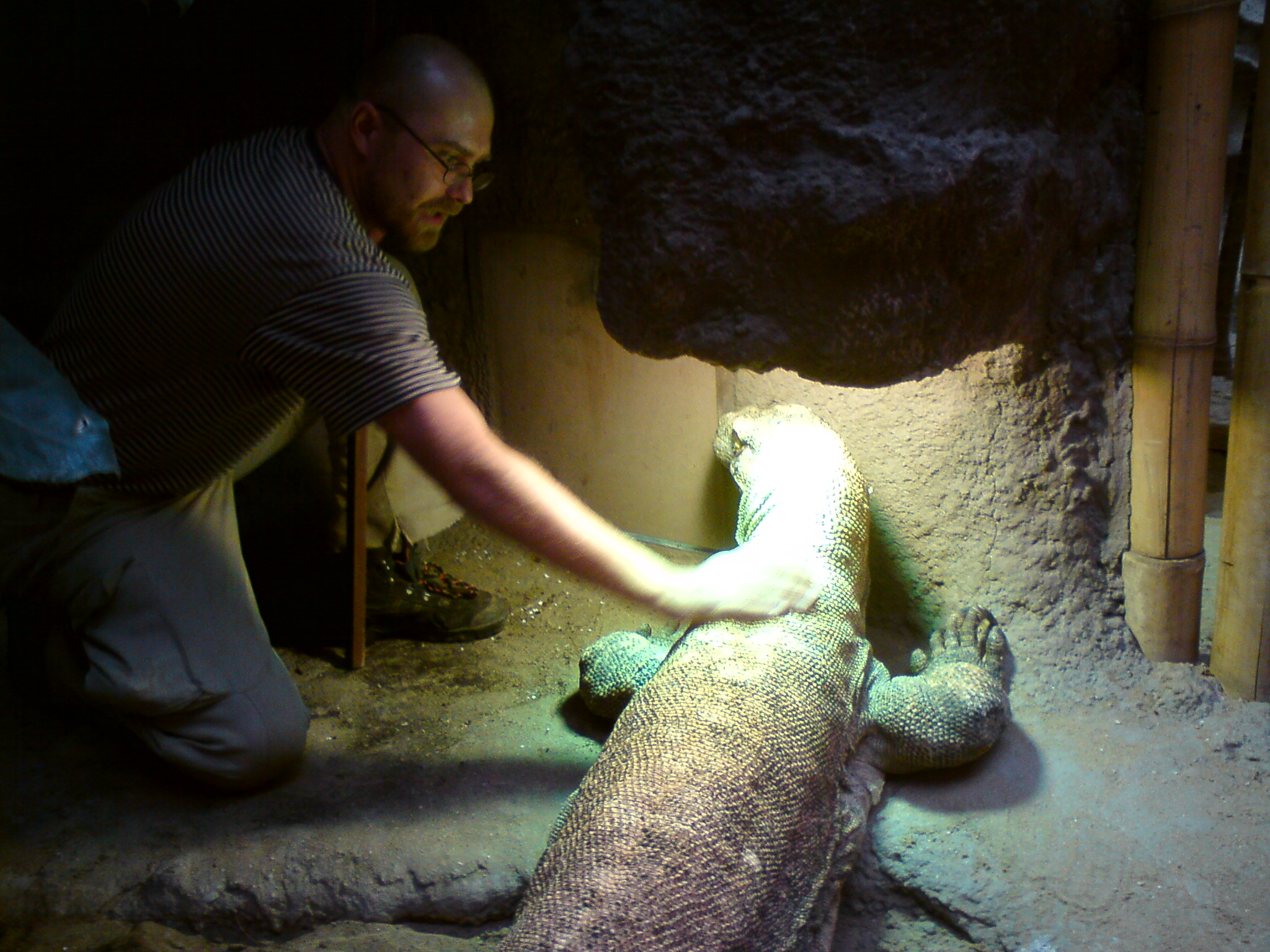
Komodovaran med skötare i Prags Zoo.

Komodovaranen väcker stort intresse i djurparker, främst på grund av sin storlek och rykte. De förekommer dock i ganska få parker, eftersom de är känsliga för infektioner och parasitangrepp om de fångas i vilt tillstånd, och det är svårt att få dem att föröka sig i fångenskap.
Den första komodovaranen i djurpark var ett exemplar vid Smithsonian National Zoological Park 1934, men den levde endast i två år. Ytterligare försök att visa upp komodovaraner genomfördes, men livslängden på dessa individer blev väldigt kort, med en genomsnittlig livslängd på cirka fem år i Smithsonian National Zoological Park. De studier som Walter Auffenberg hade genomfört sammanfattades i hans bok The Behavioral Ecology of the Komodo Monitor (Komodovaranens beteendeekologi), vilket på sikt ledde till mer lyckad skötsel och parning av varaner i fångenskap.
Man har observerat att komodovaraner i fångenskap påvisar ett relativt tamt beteende inom en kort tid efter det att de har tagits till fånga. Det har vid ett flertal tillfällen rapporterats om djurskötare som tagit varanerna ur sin inhägnad för att umgås med djurparksbesökare, däribland små barn, utan någon skadlig effekt. Komodovaranerna kan även skilja olika människor åt. Ruston Hartdegen vid Dallas Zoo rapporterade att deras komodovaraner reagerade annorlunda då de fick träffa sina vanliga skötare, istället för en mindre igenkännbar skötare, eller en helt främmande.
Forskning på komodovaraner i fångenskap har även visat att de leker. En av dessa studier var en individ som knuffade omkring en spade som djurskötare glömt i buren, uppenbarligen lockad av det skrapande ljudet som spaden åstadkom över stenytan. En ung komodovaranhona vid National Zoo i Washington, D.C. tog upp och skakade diverse föremål, däribland statyer, vattenbehållare, plastringar och filtar. Hon stack även in sitt huvud i lådor, skor och andra föremål. Hon blandade dock inte ihop dessa föremål med mat, eftersom hon endast svalde dem om de var täckta med råttblod. Denna sociala lek visar på en slående likhet med däggdjurens lek.
En annan dokumentation av lekande komodovaraner kommer från University of Tennessee, där en ung komodovaran, kallad Kraken, lekte med plastringar, en sko, en hink och en konservburk genom att puffa dem med sin nos, slå till dem och bära omkring sakerna i sin mun. Varanen behandlade alla dessa föremål annorlunda än sin mat, vilket fick den ledande forskaren Gordon Burghardt att dra slutsatsen att antagandet om att lek med föremål endast var "födomotiverat rovdjursbeteende" måste vara felaktigt. Kraken var även den första komodovaran som kläckts utanför Indonesien, kläckt i National Zoo den 13 september 1992.
Även de mest fogliga varaner kan bli oförutsägbart aggressiva, särskilt då djurets territorium beträds av någon okänd. I juni 2001 skadade en komodovaran Phil Bronstein – chefredaktör för San Francisco Chronicle – efter att han på inbjudan av varanens skötare klivit in i varanens inhägnad vid Los Angeles Zoo. Bronstein blev biten i foten, eftersom skötaren hade sagt åt honom att ta av sig sina vita skor, vilket möjligen kan ha hetsat upp komodovaranen. Även om han lyckades fly behövde ett flertal senor i foten opereras.